# Cumhuriyet, Oğuzeli
Cumhuriyet là một xã thuộc huyện Oğuzeli, tỉnh Gaziantep, Thổ Nhĩ Kỳ. Dân số thời điểm năm 2011 là 149 người.